# 萊の滅亡
萊の滅亡（らいのめつぼう）は、斉が萊を滅ぼした戦い。

## 概要
紀元前11世紀、周の武王が殷を滅ぼすと功臣であった呂尚（太公望）は営丘に封じられ、国号を斉とした。呂尚が営丘に赴いてすぐに萊との戦争が起こった。
紀元前602年、斉と魯の二国の同盟軍が萊を攻め、同年の秋にも魯が萊を攻めた。
紀元前600年、斉が再び萊を攻めた。
紀元前571年春、斉は萊を攻めたが、斉の大臣夙沙衛（）が萊の大臣正輿子（）から賄賂を受けたため、斉は退いた。同年の夏、魯の成公の夫人斉姜がこの世を去り、斉の霊公が萊の君主を葬儀に呼んだが来なかった。そこで斉は大臣の晏弱（）を派遣し萊に圧力をかけるため東陽の築城を開始した。
紀元前568年、晏弱は東陽の築城を完成させ、萊を攻撃した。同年3月15日、萊（国都）を包囲した。
紀元前567年2月19日、萊軍は斉の叛臣王湫（）・正輿子と萊国の棠邑の3軍で出撃したが、すべて撃破された。3月3日、斉が萊（国都）を占領した。萊の君主の共公（浮柔）は棠邑に逃亡した。また、正輿子と王湫は莒に逃亡したが莒の人に殺された。
萊（国都）を占領した後、晏弱は共公のいる棠邑を包囲した。11月7日、斉は棠邑を占領し、共公は郳（）に逃亡した。これにより萊は滅亡した。